# جوليان نواك
جوليان نواك (بالبولندية: Julian Nowak )‏ (و. 1865 – 1946 م) هو سياسي، وتربوي، وأستاذ جامعي، وطبيب، وكاتب غير روائي، وطبيب بيطري من الإمبراطورية النمساوية المجرية، والجمهورية البولندية الثانية، توفي في كراكوف، عن عمر يناهز 81 عاماً.

## مناصب
تولى منصب رئيس مجلس وزراء بولندا (31 يوليو 1922–14 ديسمبر 1922).

## التعليم
تعلم في جامعة ياغيلونيا.

## جوائز
حصل على جوائز منها:
- نيشان بولونيا ريستيتوتا من رتبة قائد.

| المناصب السياسية     | المناصب السياسية                                 | المناصب السياسية        |
| -------------------- | ------------------------------------------------ | ----------------------- |
| سبقه Artur Śliwiński | رئيس وزراء بولندا 31 يوليو 1922 - 14 ديسمبر 1922 | تبعه Władysław Sikorski |